# Krzywy Las (pomnik przyrody)
Krzywy Las – pomnik przyrody o powierzchni ok. 0,33 ha, znajdujący się w okolicach nowego osiedla wsi Nowe Czarnowo i Elektrowni Dolna Odra, w powiecie gryfińskim (województwo zachodniopomorskie). Przez ten teren prowadzi czerwony szlak turystyczny ze Szczecina Klucz do Mieszkowic.
Obszar ten został tak nazwany ze względu na ponad 50 rosnących w tym miejscu zdeformowanych sosen zwyczajnych. Drzewa te są wygięte pod kątem ok. 90° od ok. 20 cm nad ziemią, a krzywizna u niektórych dochodzi do wysokości 3 m. Ich wysokość całkowita sięga ok. 11–12 m. Zostały zasadzone w latach 30. XX wieku (prawdopodobnie w 1934).
Najbardziej znaną teorią jest, że drzewa zostały tak ukształtowane w wyniku celowej działalności ludzi, którzy uprawiali je specjalnie na tzw. krzywulce do celów stolarskich lub szkutniczych, takich jak budowa mebli, łodzi, sań itp.
Według programu Galileo zdaniem profesora Kremera powodem niespotykanego wykrzywienia pni było ścięcie drzewek w wieku od 6 do 10 lat z przeznaczeniem ich na bożonarodzeniowe drzewka. Ponieważ drzewkom celowo zostawiono ostatnią dolną gałąź, rosła ona dalej dążąc do pionu i z czasem przybrała charakterystyczny wykrzywiony kształt.   
W 2020 Gmina Gryfino, Nadleśnictwo Gryfino i Polska Grupa Energetyczna podjęły współpracę na rzecz rewitalizacji Krzywego Lasu. Zarząd Fundacji Polskiej Grupy Energetycznej przyznał gminie kwotę 250 tys. zł na rewitalizację pomnika przyrody i udostępnienie go dla ruchu turystycznego bez ingerencji w jego naturalną substancję.
W 2021 Nadleśnictwo Gryfino utworzyło powierzchnię zastępczą Krzywego Lasu, na której nasadzono 1000 młodych drzewek. W dalszym etapie rozwoju poddane one zostaną procesowi sztucznego krzywienia. W tym roku Gmina Gryfino wydała także pierwszy ilustrowany przewodnik po Krzywym Lesie, który zawiera m.in. zestawienie najpopularniejszych tez na temat jego powstania.
Krzywy Las znajdował się również w Borach Dolnośląskich jednak w czerwcu 2022 spłonął. 

## Galeria

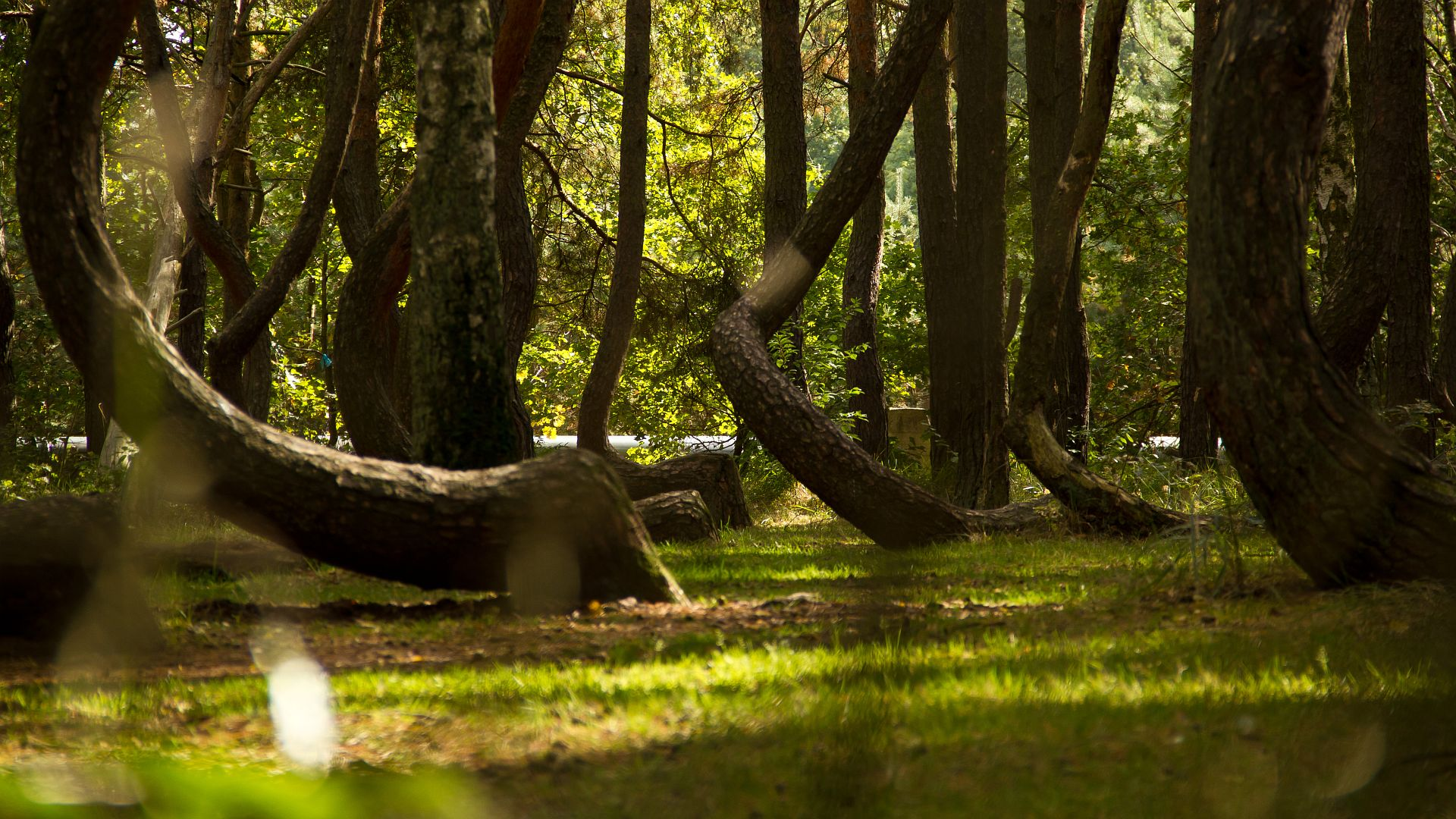
Krzywy Las, Nowe Czarnowo
Mapka okolic Elektrowni Dolna Odra z zaznaczonym położeniem Krzywego Lasu
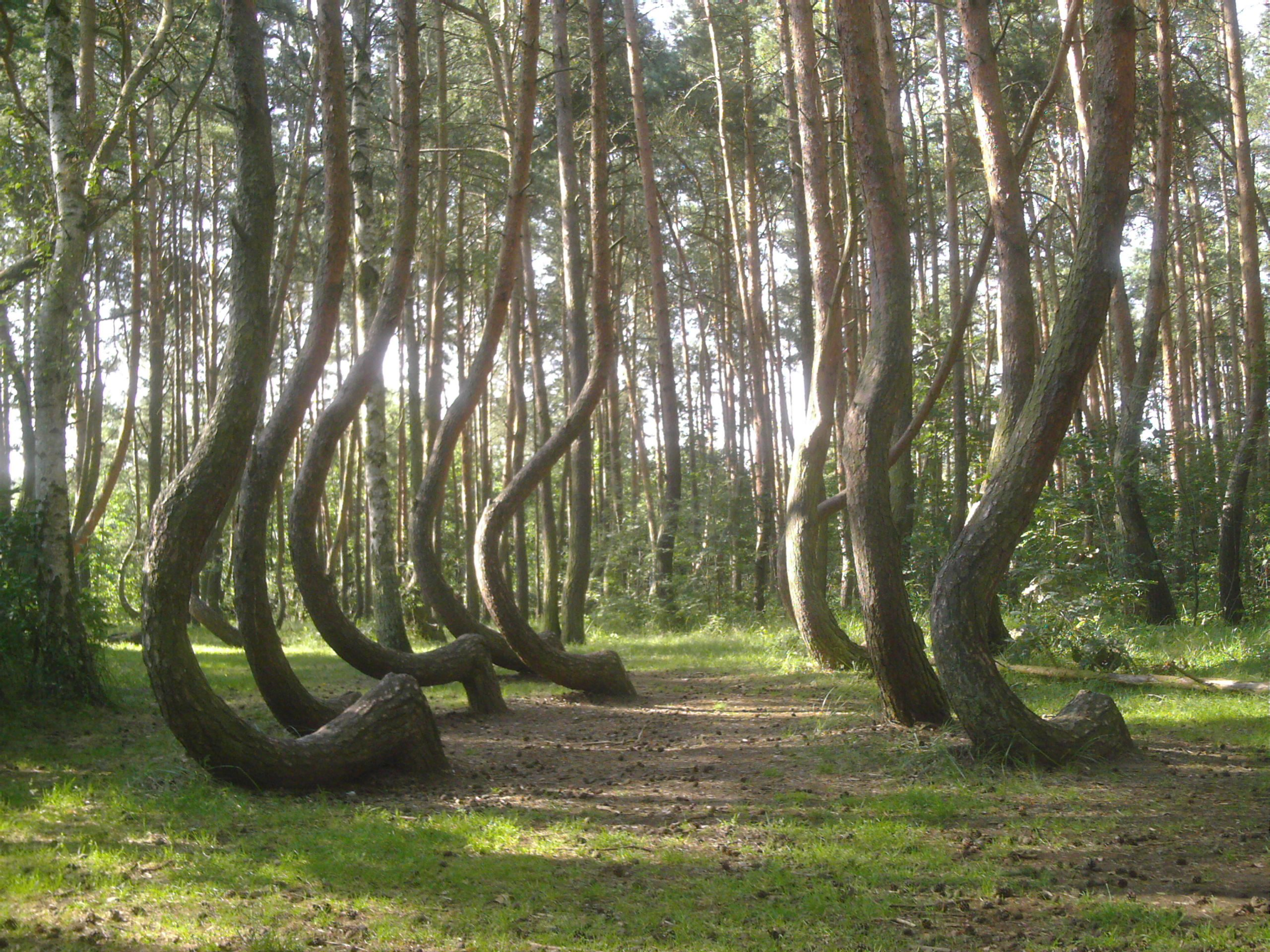
Krzywy Las, Nowe Czarnowo